# Prix Annie-Ernaux
 (juillet 2012).
Si vous disposez d'ouvrages ou d'articles de référence ou si vous connaissez des sites web de qualité traitant du thème abordé ici, merci de compléter l'article en donnant les références utiles à sa vérifiabilité et en les liant à la section « Notes et références ».
Le prix Annie-Ernaux est un prix littéraire français.

## Historique
L'organisation du prix Annie-Ernaux est le fruit d'une collaboration entre la commune de Saint-Leu-la-Forêt, la librairie « A la Page 2001 » et l’association des Amis de la bibliothèque.
Le prix récompense des textes inédits sur un thème donné et s'apparente à un concours annuel d'écriture. Il est scindé en plusieurs catégories mouvantes selon les éditions : adultes, juniors (moins de 16 ans), benjamins (moins de 12 ans), et francophonie, un prix remis dans les catégories adultes et juniors aux gagnants de nationalité étrangère ne résidant pas sur le territoire national.
Les textes proposés au jury sont pré-sélectionnés par deux sous-jurys, de cinq membres chacun : le premier est composé de bibliothécaires et le second des lecteurs de la bibliothèque municipale Albert-Cohen. Le jury final est lui composé du Maire, du responsable de la librairie « A la page 2001 », du président de l'association « Les Amis de la bibliothèque », de deux représentants de la bibliothèque municipale Albert-Cohen et d'une personnalité du milieu littéraire ou du lauréat catégorie « adulte » de l'année précédente. 
Les lauréats se partagent la somme de 1000 €.
Ont fait partie du jury ou ont participé à la remise des prix : Annie Ernaux (2003 à 2005), Lydie Salvayre (2006), Geneviève Brisac et Annie Ernaux (2007), Michèle Gazier et Dominique Fernandez (2009).

## Lauréats
- Dominique Costermans[Quand ?]

## Sources
- Archives des éditions 2003-2008 du Prix
- Règlement du concours